# Fujiwara no Koretada
Fujiwara no Koretada (Nhật: 藤原 伊尹 (Đằng Nguyên, Y Doãn) Hepburn: 924-972, còn được biết đến là Fujiwara no Koremasa hoặc Kentokuko, Ichijō sesshō, Mikawa-kō), là một nhà chính khách, chính trị gia, quan triều đình và nhà thơ waka Nhật Bản trong thời kỳ Heian.
Bài thơ của ông đã được xuất bản trong tập Ichijo Sessho Gyoshu ( Tổng hợp những bài thơ của quan nhiếp chính quận Nhất) và trong Hyakunin Isshu (Bài thơ số 45).

## Sự nghiệp
Thiên Hoàng Murakami bổ nhiệm Koretada chức trưởng quan của Viện Thi Ca Nhật Bản vào năm 951 và đứng đầu Lê Hồ Ngũ Nhân (Nashitsubo no gonin) tức năm vị quan đã soạn ra tập Gosen Wakashū ( Hậu Tuyển Tập) và chỉnh lý tập Man'yōshū
Koretada giữ chức vụ Trưởng quan trong suốt triều đại của Thiên Hoàng En'yū.
- 970 (Năm Tenroku 1, tháng 1): Koretada được bổ nhiệm chức udaijin.[2]
- 970 (Năm Tenroku 1, tháng 5): Sau khi Fujiwara no Saneyori mất, Koretada được bổ nhiệm chức sesshō (quan nhiếp chính).[3]
- 971 (Năm Tenroku 2, tháng 11): Koretada đảm đương nhiệm vụ của daijō daijin.[2]
- 972 (Năm Tenroku 3, ngày 5 tháng 1): Thiên Hoàng En'yū lên ngôi dưới sự giám sát bởi Koretada.[4]
- 972 (Năm Tenroku 3, tháng 11): Koretada qua đời ở tuổi 49, và ông được truy nâng lên bậc Nhất phẩm. Ông đã được truy tặng danh hiệu Mikawa-kō ( Nhiếp Chính Thái Chính Đại Thần?)

## Gia phả
Ông là thành viên của gia tộc Fujiwara, là cháu của Fujiwara no Tadahira, con trai của Morosuke. Một trong những người con trai của ông là Fujiwara no Yoshitaka (tác giả bài số 50 trong Ogura Hyakunin Isshu). Ông là con trai cả, và trở thành trưởng tộc phân tộc Hokke sau khi chú của ông là Saneyori qua đời năm 970.
Koretada có bốn anh em: Kaneie, Kanemichi, Kinsue, and Tamemitsu.
- Phụ thân: Fujiwara no Morosuke (藤原 師輔, 909-960)
- Mẫu thân: Fujiwara no Moriko (藤原 盛子, ?-943), con gái của Fujiwara no Tsunekuni
- Phu nhân: Công chúa Keiko (惠子女王), con gái của Thân vương Yoakira (con của Thiên hoàng Daigo)
  - Con trai: Fujiwara no Chikamasa (藤原親賢)
  - Con trai: Fujiwara no Korekata (藤原惟賢)
  - Con trai thứ hai: Fujiwara no Kyoken (藤原 挙賢, 953-974)
  - Con trai thứ ba: Fujiwara no Yoshitaka (藤原 義孝, 954-974)
  - Con trai thứ năm: Fujiwara no Yoshikane (藤原 義懐, 957-1008)
  - Con gái trưởng: Fujiwara no Kaishi/Chikako (藤原 懐子, 945-975), phi tần của Thiên hoàng Reizei, mẫu hậu Thái hậu của Thiên hoàng Kazan
  - Con gái thứ chín: phu nhân của Thân vương Tametaka
- phu nhân:Con gái của Minamoto no Saneakira
  - Con trai thứ 4: Fujiwara no Mitsuaki (藤原 光昭, 955-982)
  - Con gái: Đại phu nhân của Minamoto no Sukenori
- Một số phu nhân không xác định khác 
  - Con trai: Fujiwara no Shukyou
  - Con trai: Sư tăng Gyōgen của đền Mii-dera
  - Con gái: phu nhân của Fujiwara no Takaie
  - Con gái thứ hai: phu nhân của Fujiwara no Tamemitsu
  - Con gái: một người phu nhân khác của Fujiwara no Tamemitsu
  - Con gái thứ tư: phu nhân của Fujiwara no Tadakimi, sau là phu nhân của Minamoto no Toshitaka

## Thơ Fujiwara no Koretada
Đây là bài thơ thứ 45 trong tập Ogura Hyakunin Isshu.
| Nguyên văn:                                                      | Phiên âm:                                                               | Dịch thơ: | Diễn ý: |
| ---------------------------------------------------------------- | ----------------------------------------------------------------------- | --- | --- |
| あはれとも いふべき人は 思うほえで 身のいたづらに なりぬべきかな | Aware to mo Iu beki hito wa Omo oe de Mi no itazura ni Narinu beki kana | Người đã từng hất hủi, Lẽ nào tội nghiệp tôi. Thế này mình chắc sẽ, Chết tủi lạnh mà thôi. (ngũ ngôn) Phụ tình, chẳng chút thương tình, Đi về cõi chết một mình mình thôi. (lục bát) | Không thể nào nghĩ rằng con người, Đã phụ phàng có thể tỏ ra tội nghiệp cho tôi. Cứ như thế này thì chắc chắn, Tôi sẽ chết đi trong trống lạnh. |

### Xuất xứ
Shūi Wakashū ( Thập Di Tập), thơ luyến ái phần 5, bài 950.

### Đề tài
Tình yêu cô đơn, không có cả sự đoái hoài, cảm thương của người mình yêu dấu nay đã phụ phàng.
Lời thuyết minh của Shūi Wakashū cho rằng đây là bài thơ vịnh tâm trạng của kẻ bị đàn bà tỏ ra lạnh nhạt và không cho gặp nữa. Vì lẽ đó, không những tinh thần mà cả thể xác đều trở nên suy nhược, gần kề cái chết và nghĩ rằng sẽ chết, mang theo mối tình đơn phương trong cô quạnh vì không lấy ai cảm thương cho số phận mình. Tác giả như có ý muốn được đoái tưởng. Hơi thơ có vẻ yếu ớt, không có khí phách đàn ông hay của một ông quan đứng đầu triều.

## Đường dẫn bên ngoài
- Brinkley, Frank và Dairoku Kikuchi. (1915). Lịch sử của các người Nhật từ thời gian đầu đến thời Minh Trị. New York: Encyclopædia Britannica. OCLC 413099
- Nussbaum, Louis-Frederic và K Roth. (2005). Japan encyclopedia. Cambridge: Nhà xuất bản Đại Học Harvard. ISBN 978-0-674-01753-5; OCLC 58053128
- Titsingh, Isaac. (1834). Nihon Odai Ichiran; ou, Annales des empereurs du Japon.. Paris: Hội Hoàng gia Châu Á, Quỹ dịch thuật phương Đông của Anh và Ai-len. OCLC 5850691
- Một trăm bài thơ Nhật Bản cổ (Hyakunin-isshu), biên dịch bởi by William N. Porter, 1909, tại trang sacred-texts.com
- Ogura Hyakunin Isshu, biên dịch bởi chimviet.free.fr Lưu trữ ngày 22 tháng 12 năm 2016 tại Wayback Machine